# Institut
Et institut (latin: institutum) er en underafdeling af et fakultet på en højere læreanstalt, fx et universitet, hvor der drives forskning og/eller undervisning. Et institut dækker som hovedregel et smallere område end fakultetet, men kan sagtens have bredde til at have flere faggrupper eller afdelinger og forestå flere uddannelser.
Udtrykket institut kan også anvendes om et etableret princip, især indenfor jura.
Navnet er ikke beskyttet og bruges af private virksomheder til at få virksomheden til at fremstå mere troværdig  